# كيز أير
كيز أير ( بالإنجليزية : Kies Air ) تطبيق من سامسونج لهواتف الأندرويد يتيح لك ربط الهاتف بالحاسوب لاسلكياً متوفر بلغات كثيرة ( منها : العربية و الفارسية و الإنجليزية و الفرنسية ) يتيح لك تطبيق كيز اير التنقل داخل الهاتف الذكي باستخدام الحاسوب بطريقة جميلة و سهلة الاستخدام و تستطيع أيضاً نقل جميع الملفات بشكل احترافي و سريع و سليم

## بعض المميزات
- ربط الهاتف الذكي بالحاسوب بدون أسلاك
- التنقل داخل الهاتف الذكي باستخدام الحاسوب
- نقل أي ملف بأي حجم
- نقل الملفات بسرعة و بصورة سليمة

## رابط التحميل
تنزيل كيز أير من جوجل بلاي